# Seasons (série de romans)
 (décembre 2024).
 (décembre 2024).
La mise en forme du texte ne suit pas les recommandations de Wikipédia : il faut le « wikifier ».
Les points d'amélioration suivants sont les cas les plus fréquents :
- Les titres sont pré-formatés par le logiciel. Ils ne sont ni en capitales, ni en gras.
- Le texte ne doit pas être écrit en capitales (les noms de famille non plus), ni en gras, ni en italique, ni en « petit »…
- Le gras n'est utilisé que pour surligner le titre de l'article dans l'introduction, une seule fois.
- L'italique est rarement utilisé : mots en langue étrangère, titres d'œuvres, noms de bateaux, etc.
- Les citations ne sont pas en italique mais en corps de texte normal. Elles sont entourées par des guillemets français : « et ».
- Les listes à puces sont à éviter, des paragraphes rédigés étant largement préférés. Les tableaux sont à réserver à la présentation de données structurées (résultats, etc.).
- Les appels de note de bas de page (petits chiffres en exposant, introduits par l'outil «  Source ») sont à placer entre la fin de phrase et le point final[comme ça].
- Les liens internes (vers d'autres articles de Wikipédia) sont à choisir avec parcimonie. Créez des liens vers des articles approfondissant le sujet. Les termes génériques sans rapport avec le sujet sont à éviter, ainsi que les répétitions de liens vers un même terme.
- Les liens externes sont à placer uniquement dans une section « Liens externes », à la fin de l'article. Ces liens sont à choisir avec parcimonie suivant les règles définies. Si un lien sert de source à l'article, son insertion dans le texte est à faire par les notes de bas de page.
- La présentation des références doit suivre les conventions bibliographiques. Il est recommandé d'utiliser les modèles {{Ouvrage}}, {{Chapitre}}, {{Article}}, {{Lien web}} et/ou {{Bibliographie}}. Le mode d'édition visuel peut mettre en forme automatiquement les références.
- Insérer une infobox (cadre d'informations à droite) n'est pas obligatoire pour parachever la mise en page.

Pour une aide détaillée, merci de consulter Aide:Wikification.
Si vous pensez que ces points ont été résolus, vous pouvez retirer ce bandeau et améliorer la mise en forme d'un autre article.
Seasons  est une série de romans de new romance écrit par Morgane Moncomble et publiés chez Hugo Publishing. La saga est destinée aux adolescents et aux jeunes adultes. Elle se divise en quatre tomes racontant chacun l'histoire d'une des quatre amies d'un groupe d'amies: Un automne pour te pardonner, Un hiver pour te résister, Un printemps pour te succomber et le dernier, Un été pour te retrouver. Le titre est une référence aux tomes qui s'écoulent chacun à une saison différente. Cette série a été publiée en un an de septembre 2023 à Juin 2024.
Le roman a connu un grand succès public et critique, il a permis de sacrer Morgane Moncomble Meilleure new romance 2023.

## Contexte
La série aborde des sujets tels que le meurtre, l'amour, le patinage artistique, le sport, le handicap et le mariage arrangé.

## Résumé

### Un automne pour te pardonner[7]
Camélia, une jeune avocate passionnée par les crimes non résolus, voit son destin changer lorsque Rory Cavendish, son ancien bourreau, meurt dans des circonstances mystérieuses. Le principal suspect de ce meurtre n'est autre que le meilleur ami de Rory, Lou McAllister, un garçon qui, il y a dix ans, l’a profondément humiliée et qu’elle n’a jamais pu oublier.
Profitant de cette occasion, Camélia décide de mener sa première enquête, non seulement pour résoudre ce crime, mais aussi pour assouvir sa soif de vengeance.
Lou, lui, a toujours été le mouton noir de sa famille. Jamais il n’aurait imaginé se retrouver accusé de meurtre et abandonné par tous ceux en qui il avait confiance. La seule personne capable de le sauver de cette situation désastreuse est Camélia O’Brien, la première victime de Rory, la jeune fille qu’il a blessée autrefois et qui le hante depuis.
Prêt à tout pour se faire pardonner et repartir sur de nouvelles bases, Lou doit maintenant convaincre Camélia de l’aider, même si elle cache derrière sa volonté de justice un désir de revanche.

### Un hiver pour te résister[8]
Lily, étoile montante du patinage artistique, n’a qu’un seul objectif en tête: décrocher la médaille d’or aux Championnats Mondiaux. Lorsqu’elle rencontre son nouveau partenaire, c’est un rêve qui se réalise.
Son modèle depuis toujours, c’est lui: Orion Williams.
L’homme qu’elle se surprend à détester dès leur première rencontre…
Champion au destin tragique, Orion n’a qu’un souhait: quitter le patinage artistique. Lorsque son coach lui impose une dernière partenaire, il redoute qu’elle ne finisse comme les autres, blessée ou pire.
Sa plus grande admiratrice, c’est elle: Lily Pham.
La femme avec qui il devra cohabiter pendant les quatre prochains mois.
Malgré leurs débuts tumultueux, c’est dans la tragédie que Lily et Orion se rapprochent, déterminés à atteindre la première place.
Mais à quel prix…

### Un printemps pour te succomber[9]
Fleuriste au bord de la ruine, Nolia n’a plus qu’une option pour s’en sortir : demander de l’aide à sa famille. Mais elle ne s’attendait pas à ce que le prix à payer soit de devoir se marier… avec son ex. Ne voulant pas retomber dans un passé toxique, elle choisit plutôt de s’associer à un inconnu pour concocter le plus grand mensonge de sa vie.
L’heureux élu? Lui: Camille Levesque.
Fondateur d’une application de rencontre haut de gamme.
Son faux fiancé.
Milliardaire et célèbre pour son image de playboy, Camille fait régulièrement la une des tabloïds. Ses frasques entachent la réputation de son entreprise et menacent de tout faire échouer. Pour redorer son image, apparaître comme un homme prêt à s’engager pourrait être un atout précieux.
La femme idéale pour ce rôle? Elle: Magnolia Kumar.
Mère célibataire et féministe.
Elle accepte de devenir sa fiancée, du moins en apparence.
S’ils se promettent de ne jamais tomber amoureux, le destin pourrait bien avoir d’autres plans pour eux…

### Un été pour te retrouver[10]
Romantique invétérée, Jasmine consacre ses journées à organiser les mariages des autres. Après une rupture douloureuse aux causes mystérieuses, elle cherche à passer à autre chose. Mais lorsqu'elle assiste aux mariages de ses amis, elle sait qu'il sera là.
L'homme qu'elle préfère éviter à tout prix: Andréa Moretti.
Son premier amour.
Celui qu'elle n'a jamais réussi à oublier.
Célibataire malgré lui, Andréa refuse de vivre avec des regrets. Un seul le tourmente constamment: avoir laissé filer la seule femme qu'il ait jamais aimée. Contre toute attente, ils se retrouvent forcés de passer du temps ensemble lors d’un road trip en Toscane.
Son plus grand regret? Elle: Jasmine Pham.
Son ex.
Celle qui lui a brisé le cœur il y a deux ans.
Malgré la rancœur, l'amour n'a jamais disparu. La vie leur offre une seconde chance… mais est-il trop tard pour réparer les blessures du passé?

## Personnages

### Les femmes
- Camélia: Elle est une femme forte, déterminée et profondément marquée par un passé difficile. Avocate en devenir, elle se consacre pleinement à sa carrière, tout en portant en elle des blessures émotionnelles liées à sa famille et à des événements douloureux qu'elle a vécus. Camélia est également en quête de réconciliation, surtout avec elle-même, et cherche à tourner la page d’un passé qui la hante.
- Lily: Elle est une jeune femme ambitieuse, déterminée et profondément attachée à ses rêves. Passionnée de patinage artistique, elle rêve de décrocher la médaille d'or au Championnat Mondial. Cependant, derrière son ambition se cache une personnalité sensible, marquée par un passé émotionnel complexe, notamment une rupture difficile qui l'a laissée blessée.
- Nolia: C'est  jeune femme indépendante et pleine de vie, mais elle se retrouve confrontée à de grandes difficultés financières après que son entreprise de fleuriste ait plongé. Déterminée à s’en sortir, elle se tourne vers sa famille pour obtenir de l’aide, mais la condition qu’on lui impose pour bénéficier de ce soutien est de se marier… avec son ex. Nolia est une femme pragmatique, mais elle n’en reste pas moins sensible et profondément marquée par ses blessures émotionnelles. Au fil de l’histoire, elle devra jongler entre son rôle de fausse fiancée et ses sentiments grandissants pour Camille, tout en cherchant à réparer les fissures de son propre cœur.
- Jasmine: C'est une romantique dans l’âme, toujours prête à organiser les mariages des autres, mais peinant à croire en l’amour véritable après une rupture douloureuse. Organisée et pleine d’aspirations professionnelles, elle a du mal à tourner la page de son passé, notamment d’une relation qui l’a profondément marquée. Mais au fil de l’histoire, elle se retrouvera face à des choix qui la forceront à se réconcilier avec ses propres sentiments et à prendre des risques émotionnels.

### Autres personnages
- Rory Cavendish: C'est un homme complexe, hanté par ses erreurs et ses choix du passé. Ancien bourreau de Camélia O'Brien, il est celui qui a marqué sa vie de manière profonde et douloureuse. C’est un homme qui, bien qu’ayant tout pour réussir, a laissé des blessures dans le cœur de ceux qui l’ont croisé, en particulier Camélia. Rory est un homme de pouvoir et de charisme, mais son passé et ses actions le poursuivent. À la fois ambitieux et manipulateur, il semble avoir toujours eu le contrôle sur sa vie et les autres, mais au fond de lui, il lutte avec des démons intérieurs et des regrets qu’il tente de fuir.
- Orion Williams: Il est un homme complexe et charismatique. Ancien champion de patinage artistique, il porte en lui un lourd fardeau, marqué par des blessures, des regrets et un passé qu’il aimerait oublier. Bien que son nom soit synonyme de succès et de gloire, Orion est un homme en quête de rédemption, rongé par la culpabilité et la perte de l’amour de sa vie. Célibataire malgré lui, il refuse de se laisser submerger par ses remords et préfère se concentrer sur son travail.
- Camille Levesque: C'est un homme complexe et mystérieux, au caractère à la fois charmant et énigmatique. Milliardaire à la réputation de playboy, il est le fondateur d’une application de rencontres haut de gamme. Son apparence d’homme d’affaires confiant et sûr de lui cache cependant une fragilité et une solitude qu’il peine à accepter. Camille est un homme qui a longtemps vécu dans l’ombre de ses erreurs passées et de son image publique de célibataire invétéré. Sa vie de luxe et ses aventures sans lendemain semblent être une manière de fuir les vérités difficiles, notamment la peur de l’engagement et de la vulnérabilité.
- Andréa Moretti: Andréa est un homme complexe et mystérieux. Un véritable séducteur, il est celui qui semble toujours avoir le contrôle, mais cache en réalité une grande fragilité intérieure. Homme d’affaires à succès, son charme et sa réputation d'homme de pouvoir ne parviennent pas à dissimuler les blessures du passé qui continuent de le hanter. Sous son allure sûre de lui et son image de playboy, Andréa lutte contre des regrets profonds, notamment celui d’avoir laissé filer la seule femme qu’il ait jamais aimée

## Accueil
Seasons est un succès commercial, qui a été traduit en 7 langues. En français, il s'est vendu 944 144 exemplaires des quatre tomes de la série entre la sortie du premier tome et le 3 mars 2025. Ce succès classe Morgane Moncomble 3e autrice francophone la plus vendue en 2024.
Le second tome, Un hiver pour te résister, se classe à la seconde position du classement 2024 des livres les plus appréciés de la plateforme Babelio.
L'Express souligne l'efficacité de la « recette » de Seasons consistant à décliner une romance entre deux personnes initialement ennemies au fil des saisons, tout en s'interrogeant sur la future longévité de ce succès.